# Karl Adam (Fußballspieler)
Karl Adam (* 4. Februar 1924 in Koblenz; † 9. Juli 1999 ebenda) war ein deutscher Fußballtorwart, der mit dem 1. FC Kaiserslautern 1951 Deutscher Meister wurde und als Spieler der TuS Neuendorf drei Länderspiele für die A-Nationalmannschaft bestritt.

## Karriere

### Vereine
Adam begann beim Koblenzer Stadtteilverein SC 07 Moselweiß mit dem Fußballspielen, ehe er im Alter von 16 Jahren zum Stadtteilverein TuS Neuendorf wechselte und für diesen von 1941 bis 1944 in der Sportbereichsklasse Moselland zum Einsatz kam. Als Sieger der Sportbereichsklasse im Jahr 1943 war er mit der Mannschaft als Teilnehmer an der Endrunde um die Deutsche Meisterschaft qualifiziert. Sein erstes Endrundenspiel mit der Mannschaft bestritt er am 2. Mai 1943 bei der 0:2-Niederlage im Heimspiel gegen den SV Victoria Köln. Im Jahr 1944 absolvierte er als Kriegsgastspieler beim Dresdner SC einige Spiele – unter anderem mit dem späteren Bundestrainer Helmut Schön.
Nach dem Ende des Zweiten Weltkriegs kehrte er nach Koblenz zurück. Zuvor noch als Mittelläufer, auch in der Pfalz-Auswahl aktiv, wurde er im Jahr 1947 aufgrund des Ausfalls von Georg Unkelbach, der sich beruflich in einem Wechseldienst bei der Deutschen Reichsbahn im Vereinigten Wirtschaftsgebiet befand, überraschend als Torwart eingesetzt. In den darauffolgenden Jahren war er maßgeblich am Höhenflug des Vereins in der seinerzeitigen Gruppe Nord der Oberliga Südwest beteiligt. Die Mannschaft, in der er unter anderem mit Rudi Gutendorf spielte, erhielt bundesweite Anerkennung als “Gauchel-Elf”; benannt nach dem Stürmer Josef Gauchel.
Der 1. FC Kaiserslautern, der um Spieler wie Fritz Walter, Ottmar Walter, Werner Kohlmeyer, Werner Liebrich und Horst Eckel eine zukunftsträchtige Mannschaft aufbaute, wurde auf Adam aufmerksam und verpflichtete ihn mit Beginn der Saison 1949/50. Dort konnte er den bisherigen Stammtorhüter Willi Hölz verdrängen, wurde aber seinerseits in der Schlussphase der Saison 1950/51 nach einigen Fehlern durch den kurzfristig vom 1. FSV Mainz 05 verpflichteten Dieter Schaack ersetzt; daraufhin verließ Adam verärgert den Verein in Richtung Koblenz.
Nachdem die Vereinsführung des 1. FC Kaiserslautern erst nach dem ersten Spiel der Vorrunde um die Deutsche Meisterschaft festgestellt hatte, dass Schaack gar nicht spielberechtigt war (das Reglement sah vor, dass ein Spieler mindestens in zwei Saisonspielen zuvor eingesetzt worden sein musste; Schaack jedoch nur einen Einsatz vorweisen konnte), nahm Trainer Richard Schneider die Gespräche mit dem abgewanderten Adam wieder auf und überzeugte ihn von der Rückkehr in die Pfalz.
Mit ihm im Tor erreichte der 1. FC Kaiserslautern 1951 auch das Finale um die Deutsche Meisterschaft in Berlin. Beim 2:1-Sieg über Preußen Münster überzeugte Adam nicht nur seine früheren Kritiker, sondern auch Bundestrainer Sepp Herberger.
Adam wechselte zur Saison 1953/54 zum FC Bayern München, für den er am 9. August 1953 (1. Spieltag), beim 3:3-Unentschieden im Heimspiel gegen den Karlsruher SC, debütierte und nur an zwei Spieltagen nicht eingesetzt wurde. In der Folgesaison bestritt er lediglich sechs Punktspiele; sein letztes am 23. Januar 1955 (18. Spieltag) beim 2:1-Sieg im Heimspiel gegen den Karlsruher SC. Mit dem Abstieg der Bayern in die 2. Oberliga Süd am Saisonende, kehrte er zur TuS Neuendorf in die Oberliga Südwest zurück, um dort nach einem zweiten Platz in der Saison 1955/56 erneut an der Endrunde zur deutschen Meisterschaft teilzunehmen. Nachdem das Spiel in der 1. Qualifikationsrunde beim VfB Stuttgart mit 0:8 Toren verlorengegangen war, stand Adam verstärkt in der Kritik und wurde schließlich für das Spiel in der 2. Qualifikationsrunde gegen Hannover 96 von Trainer Helmut Bolz durch den jungen Karl-Edgar Hopfenmüller ersetzt. Hannover gewann die Begegnung mit 3:2 im Wiederholungsspiel nachdem die erste Begegnung mit dem 3:3-Unentschieden keinen Sieger hervorgebracht hatte; Adam beendete kurze Zeit später aufgrund von Knieproblemen seine aktive Fußballerkarriere.

### Nationalmannschaft
Die Leistungen, die Adam am 30. Juni 1951 im Endspiel um die Deutsche Meisterschaft zeigte, veranlassten Sepp Herberger, ihn umgehend in den Kader der A-Nationalmannschaft für die Begegnung mit der Auswahl Österreichs in Wien zu berufen. Das Länderspiel am 23. September 1951, das mit 2:0 gewonnen wurde, bestritt jedoch Toni Turek. Adam – mit Saisonbeginn 1951/52 wieder für die TuS Neuendorf spielend – debütierte am 21. November 1951 in der A-Nationalmannschaft, die in Istanbul mit 2:0 über die Auswahl der Türkei gewann. In seinen nächsten beiden, zugleich letzten Einsätzen für den DFB, blieb er sowohl beim 3:0-Sieg über die Auswahl Luxemburgs in Luxemburg, als auch beim 3:0-Sieg über die Auswahl Irlands in Köln ohne Gegentreffer. In der Folgezeit setzte sich Turek dauerhaft als Stammtorhüter durch. Darüber hinaus konnte Adam sich zunehmend weniger gegen die neue Konkurrenz von dem Dortmunder Heinrich Kwiatkowski, dem Essener Fritz Herkenrath und dem Pirmasenser Heinz Kubsch erwehren.

## Erfolge
- Deutscher Meister 1951
- Meister der Gauliga Moselland 1943, 1944
- Länderpokal-Finalist 1950 (mit dem Landesverband Pfalz)

## Auszeichnungen
- Silbernes Lorbeerblatt 1957[1]

## Sonstiges
- Werner Adam, Sohn von Karl Adam, war ebenfalls Fußballtorhüter und bei TuS Neuendorf in den 1970er-Jahren aktiv.
- Der Karl-Adam-Platz im Koblenzer Stadtteil Oberwerth ist ein nach dem Fußballspieler benannter Sportplatz im Sportpark Oberwerth, der zumeist zu Trainingszwecken bei Lehrgängen innerhalb des Fußballverbands Rheinland genutzt wird.
- Karl Adam trat zum 22. Juni 1942 der Waffen-SS bei und wurde dort zum 1. August 1944 zum Rottenführer befördert.[2][3]